# Vadheim
Vadheim är en tidigare tätort i Høyangers kommun i Vestland fylke i västra Norge. Den ligger vid botten av den fem kilometer långa Vadheimsfjorden, en nordgående arm av Sognefjorden, och har betydande industri. Väster om tätorten ligger Dyrnesli kraftverk, med en effekt på 6,5 megawatt. Orten har en del turisttrafik, och här möts Europaväg 39 och fylkesväg 55.
Namnet kommer av vad, som betyder 'vadställe', och heim, 'hem'. Det uttalas lokalt "Vaim".